# Европейский маршрут E78
Европейский маршрут Е78 — европейский автомобильный маршрут категории А в Италии, соединяющий города Гроссето и Фано. Длина маршрута — 286 км.
Маршрут Е78 проходит через города Сиена, Монте-Сан-Савино, Ареццо и Сансеполькро.
Е78 пересекается с маршрутами 
- E80
- E35
- E55